# 娯楽家電
娯楽家電（ごらくかでん）とは、家庭用電気機械器具（家電）の中でも、娯楽に供するために家庭で利用される工業製品である。
昭和50年代から黒い筐体の製品が増えたため、白物家電と対比させ黒物家電（くろものかでん）とよばれることもある。

## 概要
娯楽家電には、映像・音響機器 (いわゆるAV機器) や家庭用ゲーム機などの、趣味や娯楽・遊びなどといった、家事の労力削減や生活の利便性といった実利面よりも、人の楽しみを提供する用途を重視している家電である。
内容的に似たような区分には情報家電（デジタル家庭電化製品）が挙げられる。情報家電は情報処理技術を応用した家電であるが、この中には娯楽に利用する物も含まれるためである。
一般に娯楽家電に類するとみなされる物では、特に本来の生活では余り必要とされないような高性能であったり、あるいは高機能な製品であったりする傾向が見られる。特に1995年以降に急速に家庭に普及したパーソナルコンピュータは「情報娯楽家電」あるいは「デジタル娯楽家電」とも呼ばれている。

### 定義に関して
この区分では明確な定義は難しい。俗に「無くても困らない電化製品」とも言われるが、近年では様々な電化製品が発達している手前、何処までが生活に必需といえるかが不明瞭なためである。
例えば、内閣府『平成18年度消費動向調査』によれば2006年3月末のカラーテレビ受像器の世帯普及率は99.4%、DVD再生機は61.1%であり、テレビ受像機やビデオデッキは当時の日本において家庭に一台は必ずあるほどに普及していた。一方でインターネットの普及により「テレビ離れ」と呼ばれる現象もあり、テレビが無くても生活に不自由していない人も増加傾向にある。
このため「無くても困らない」かどうかは各々の消費者の主観に負うところが大きい。しかし娯楽家電では「娯楽に供する」という目的が伴うため、主に消費者が娯楽として利用する家電製品全般が、娯楽家電の範疇に含まれる。

## 娯楽家電の例
家電の初期からオーディオマニアなどの趣味性の高い人たちの娯楽に供されてきた。ホームシアターなどは、映画館の機能を家庭で楽しむための設備だが、これに利用される機器類は、娯楽家電とみなされる。
- ビジュアル機器
  - ビデオデッキ
  - DVDプレーヤー
  - DVDレコーダー
  - HDDレコーダー
  - BDプレーヤー
  - BDレコーダー
  - ゲーム機
  - ゲーミングPC
  - デジタルメディアプレイヤー
  - チューナーレステレビ
  - プロジェクター
  - デジタルカメラ
- オーディオ機器
  - スピーカー
  - ラジカセ
  - 携帯音楽プレーヤー
  - デジタルオーディオプレーヤー
  - ヘッドホン（イヤホンを含む）

## 市場性
これら娯楽家電は、日本では1980年代のバブル景気以降に急速に発展した娯楽向けの電化製品にその源流を見出す事ができる。この当時はまだ、娯楽家電という明確な認識があったわけでは無いが、同時期にはおたく層の出現によって、家庭内での娯楽消費に積極的な消費者の発達といった傾向も見られ、本来家庭内では過剰性能であるとして普及していなかった業務用機器の個人消費といった現象も見られる。
また1990年代に入って、家庭用ゲーム機などの娯楽に供するハイテク製品の発達も、従来では家庭向けにならないとみなされた最新の技術を応用した家庭向け製品の発達を促している。
世界的にもこの市場は急速に発展しており、毎年米国ラスベガスで開催される娯楽家電見本市のConsumer Electronics Show（CES・英語記事）では例年最新技術を応用した家電製品が出展されており、これらは世界各国のバイヤーや投資家・報道関係が注目している。
娯楽家電の普及には、他の家電の普及に伴う影響も見られる。例えば白物家電（生活家電とも）は家庭内の家事に必要な労力の削減を目指した物が多いが、これの普及により家庭内での余暇の増大により、より趣味に供される娯楽家電が普及する傾向もうかがえる。
また都市化による生活の安定や収入の増大にも絡み、同種機器の普及を近代化の指標として捉える事もできる。近年では経済的動向を観察する面で、これら機器の売上を指標の一つに上げる統計も見られる。